# Niszapur
Niszapur (pers. نیشابور) – miasto w północno-wschodnim Iranie, w ostanie Chorasan-e Razawi.

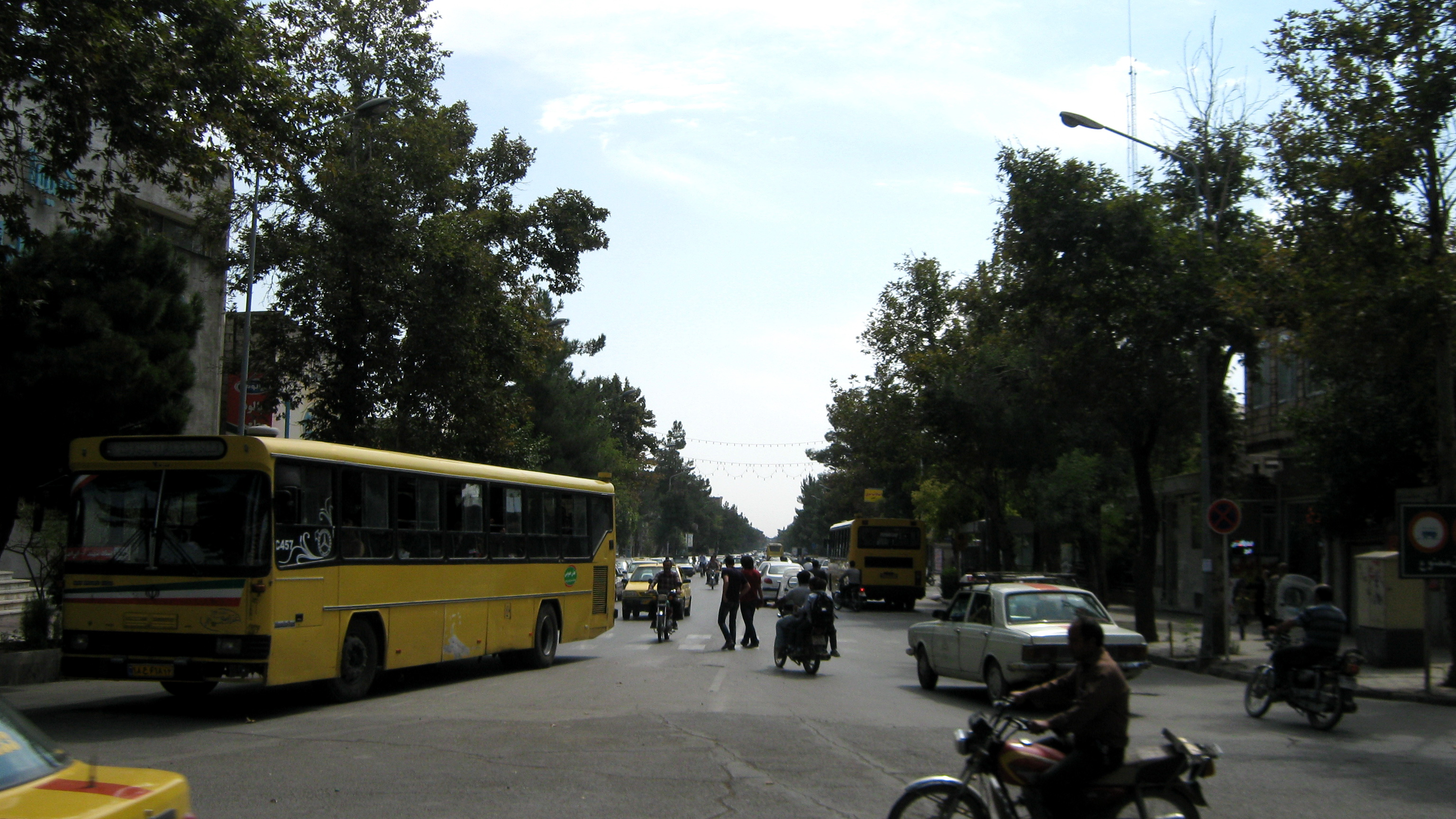
Jedna z ulic w Niszapur

Nazwa miasta pochodzi od imienia jego fundatora, szacha z dynastii Sasanidów Szapura I (241 – 272). Miasto było ważnym strategicznym punktem na Szlaku Jedwabnym oraz ośrodkiem wydobywania turkusów. W czasach muzułmańskich było stolicą regionu Chorasan i m.in. dynastii Tahirydów (821 – 873). Podczas inwazji Turków Seldżuckich zostało zdobyte w 1037. W roku 1221 zostało całkowicie zniszczone przez Czyngis-chana i nie odzyskało już dawnej świetności.

## Miasta partnerskie
- Samarkanda (Uzbekistan)